# 타데우시 스와보지아네크
타데우시 스와보지아네크(폴란드어: Tadeusz Słobodzianek, 1955년 4월 26일 ~ )는 폴란드 극작가, 연극 연출가, 연극 제작자이다. 그가 쓴 작품들은 유럽과 세계 연극계에서 각광을 받아왔다. 특히 〈우리 교실〉로 폴란드의 가장 권위 있는 문학상인 ‘나이키문학상’을 수상했다. 야기엘론스키 대학에서 연극을 전공했고 바르샤바, 크라쿠프, 우츠, 포즈난, 그단스크, 탈리슈, 비아위스토크 극장에서 활동 중이다. 비에르샬린 극장을 1991년에 공동 창립했다. 희곡 〈니콜라이 2세〉(1985), 〈시민 레콜시에슈〉(1986), 〈둥근 완두콩〉(1990), 〈빈대의 수면〉(2001), 〈예언자의 죽음〉(2011) 등을 썼다.

## 같이 보기
- 우리 교실